# Coupe du président de l'AFC 2010
Navigation
Édition précédente Édition suivante
La Coupe du président de l'AFC 2010 est la sixième édition de la Coupe du président de l'AFC, la compétition mise en place par l'AFC pour les meilleures équipes des pays classés comme émergents par la confédération asiatique, la troisième et dernière catégorie des nations asiatiques.
Les clubs participants sont les vainqueurs de leur championnat national et viennent de onze pays : Bangladesh, Bhoutan, Birmanie, Cambodge, Kirghizistan, Népal, Pakistan, Sri Lanka, Tadjikistan, Taiwan et Turkmenistan.
Cette édition a vu la phase finale se disputer au Stade Thuwunna de Rangoun en Birmanie. C'est le club birman de Yadanarbon FC qui remporte la compétition, après avoir battu en finale, les Kirghizes de Dordoi-Dynamo Naryn. C'est le tout premier titre continental de l'histoire du club tandis que Dordoi-Dynamo Naryn dispute sa sixième finale en six éditions. À noter que le tenant du titre, le club tadjik de Regar-TadAZ Tursunzoda ne peut participer à la compétition car il ne termine que deuxième de son championnat domestique.
Rajoutons aussi que 18 rencontres ont été disputées pour 63 buts marqués (soit une moyenne de 3,5 buts par match). L'affluence cumulée de la compétition est de 72 220 spectateurs (ce qui représente une affluence moyenne de 4 012 spectateurs par rencontre). Le meilleur buteur de cette édition 2010 est le Tadjik Rustam Usmonov avec 5 réalisations et le prix du meilleur joueur a été remis au Kirghize Mirlan Murzaev.

## Participants
- Abahani Limited - Champion du Bangladesh 2008-2009
- Druk Star FC - Champion du Bhoutan 2009
- Nagacorp FC - Champion du Cambodge 2009
- Dordoi-Dynamo Naryn - Champion du Kirghizistan 2009
- Yadanarbon FC - Champion du Birmanie 2009
- New Road Team - Leader du championnat du Népal 2010 à mi-saison
- KRL FC - Champion du Pakistan 2009
- Renown Sports Club - Champion du Sri Lanka 2009
- Vakhsh Qurghonteppa - Champion du Tadjikistan 2009
- HTTU Achgabat - Champion du Turkménistan 2009
- Hasus TSU - Champion de Taipei chinois 2009

## Calendrier
Le tirage au sort de la compétition a eu lieu à l'AFC House le 5 mars 2010 à 15h00 (heure locale).
| Tour             | Date           | Équipes participantes | Équipes restantes |
| ---------------- | -------------- | --------------------- | ----------------- |
| Phase de groupes | du 9 au 16 mai | 11                    | 11 à 4            |
| Demi-finales     | 24 septembre   | 4                     | 4 à 2             |
| Finale           | 26 septembre   | 2                     | 2 à 1             |

## Phase de groupes
Les premiers de chaque groupe se qualifient pour les demi-finales. Le meilleur deuxième (les résultats contre le dernier du classement pour les groupes A et B ne sont pas pris en compte, le groupe C ne comptant que trois équipes) rejoint les trois autres clubs en demi-finales.
Légende des classements
- Qualifié pour les demi-finales

Légende des résultats
- Victoire à domicile
- Match nul
- Victoire à l'extérieur

### Groupe A
Les matchs du groupe A ont lieu au Bangabandhu National Stadium de Dacca (Bangladesh) du 12 mai 2010 au 16 mai 2010.
| Rang | Équipe              | Pts | J | G | N | P | Bp | Bc | Diff |  | Résultats           |  |     | Drapeau du Népal |     |
| ---- | ------------------- | --- | - | - | - | - | -- | -- | ---- |  | ------------------- |  | --- | ---------------- | --- |
| 1    | Dordoi-Dynamo Naryn | 7   | 3 | 2 | 1 | 0 | 8  | 0  | +8   |  | Dordoi-Dynamo Naryn |  | 0-0 | 3-0              | 5-0 |
| 2    | Abahani Limited     | 5   | 3 | 1 | 2 | 0 | 2  | 0  | +2   |  | Abahani Limited     |  |     | 2-0              | 0-0 |
| 3    | New Road Team       | 3   | 3 | 1 | 0 | 2 | 4  | 8  | -4   |  | New Road Team       |  |     |                  | 4-3 |
| 4    | Hasus TSU           | 1   | 3 | 0 | 1 | 2 | 3  | 9  | -6   |  | Hasus TSU           |  |     |                  |     |

| 12 mai 2010 | Dordoi-Dynamo Naryn                                                  | 5 – 0   | Hasus TSU | Bangabandhu National Stadium, Dacca          |                                              |
| 16h00       | Tetteh 14e · Tetteh 45+3e · Amirov 76e · Muladjanov 82e · Amirov 90e | (2 - 0) |           | Spectateurs : 1 000 Arbitrage : Pratap Singh | Spectateurs : 1 000 Arbitrage : Pratap Singh |
| 16h00       | rapport                                                              |         |           | Spectateurs : 1 000 Arbitrage : Pratap Singh | Spectateurs : 1 000 Arbitrage : Pratap Singh |

| 12 mai 2010 | Abahani Limited Dhaka        | 2 – 0   | New Road Team | Bangabandhu National Stadium, Dacca          |                                              |
| 19h00       | Haque 28e · Haque 70e (pen.) | (1 - 0) |               | Spectateurs : 5 500 Arbitrage : Kim Sang-Woo | Spectateurs : 5 500 Arbitrage : Kim Sang-Woo |
| 19h00       | rapport                      |         |               | Spectateurs : 5 500 Arbitrage : Kim Sang-Woo | Spectateurs : 5 500 Arbitrage : Kim Sang-Woo |

| 14 mai 2010 | New Road Team | 0 – 3   | Dordoi-Dynamo Naryn              | Bangabandhu National Stadium, Dacca           |                                               |
| 16h00       |               | (0 - 1) | Volos 6e · Volos 75e · Volos 86e | Spectateurs : 1 500 Arbitrage : Apisit Aonrak | Spectateurs : 1 500 Arbitrage : Apisit Aonrak |
| 16h00       | rapport       |         |                                  | Spectateurs : 1 500 Arbitrage : Apisit Aonrak | Spectateurs : 1 500 Arbitrage : Apisit Aonrak |

| 14 mai 2010 | Hasus TSU | 0 – 0   | Abahani Limited Dhaka | Bangabandhu National Stadium, Dacca                 |                                                     |
| 19h00       |           | (0 - 0) |                       | Spectateurs : 2 500 Arbitrage : Dilovarshoh Orzuyev | Spectateurs : 2 500 Arbitrage : Dilovarshoh Orzuyev |
| 19h00       | rapport   |         |                       | Spectateurs : 2 500 Arbitrage : Dilovarshoh Orzuyev | Spectateurs : 2 500 Arbitrage : Dilovarshoh Orzuyev |

| 16 mai 2010 | Hasus TSU                  | 3 – 4   | New Road Team                                             | Bangabandhu National Stadium, Dacca         |                                             |
| 16h00       | Su 17e · Su 58e · Chen 61e | (1 - 2) | Shrestha 43e · Shayan 45+2e · Sinkemana 77e · Neupane 81e | Spectateurs : 600 Arbitrage : Apisit Aonrak | Spectateurs : 600 Arbitrage : Apisit Aonrak |
| 16h00       | rapport                    |         |                                                           | Spectateurs : 600 Arbitrage : Apisit Aonrak | Spectateurs : 600 Arbitrage : Apisit Aonrak |

| 16 mai 2010 | Abahani Limited Dhaka | 0 – 0   | Dordoi-Dynamo Naryn | Bangabandhu National Stadium, Dacca          |                                              |
| 19h00       |                       | (0 - 0) |                     | Spectateurs : 2 000 Arbitrage : Kim Sang-Woo | Spectateurs : 2 000 Arbitrage : Kim Sang-Woo |
| 19h00       | rapport               |         |                     | Spectateurs : 2 000 Arbitrage : Kim Sang-Woo | Spectateurs : 2 000 Arbitrage : Kim Sang-Woo |

### Groupe B
Les matchs du groupe B ont lieu du 10 mai 2010 au 14 mai 2010 à Rangoun (Birmanie). Deux stades ont été utilisés : le Stade Aung San et le Stade Thuwunna.
| Rang | Équipe              | Pts | J | G | N | P | Bp | Bc | Diff |  | Résultats           |  |     |     |     |
| ---- | ------------------- | --- | - | - | - | - | -- | -- | ---- |  | ------------------- |  | --- | --- | --- |
| 1    | Vakhsh Qurghonteppa | 9   | 3 | 3 | 0 | 0 | 10 | 0  | +10  |  | Vakhsh Qurghonteppa |  | 1-0 | 3-0 | 6-0 |
| 2    | KRL FC              | 3   | 3 | 1 | 0 | 2 | 3  | 4  | -1   |  | KRL FC              |  |     | 2-1 | 1-2 |
| 3    | Nagacorp FC         | 3   | 3 | 1 | 0 | 2 | 5  | 7  | -2   |  | Nagacorp FC         |  |     |     | 4-2 |
| 4    | Renown Sports Club  | 3   | 3 | 1 | 0 | 2 | 4  | 11 | -7   |  | Renown Sports Club  |  |     |     |     |

| 10 mai 2010 | Nagacorp FC | 1 – 2   | KRL FC                           | Aung San Stadium, Rangoun                          |                                                    |
| 15h30       | Chen 9e     | (1 - 2) | Kaleemullah 4e · Kaleemullah 30e | Spectateurs : 300 Arbitrage : Salah Abbas Alabbasi | Spectateurs : 300 Arbitrage : Salah Abbas Alabbasi |
| 15h30       | rapport     |         |                                  | Spectateurs : 300 Arbitrage : Salah Abbas Alabbasi | Spectateurs : 300 Arbitrage : Salah Abbas Alabbasi |

| 10 mai 2010 | Vakhsh Qurghonteppa                                                                   | 6 – 0   | Renown Sports Club | Stade Thuwunna, Rangoun                       |                                               |
| 16h00       | Usmonov 57e · Negmatov 59e · Hakimov 60e · Usmonov 72e · Hamrakulov 75e · Usmonov 82e | (0 - 0) |                    | Spectateurs : 200 Arbitrage : Hedayat Mombeni | Spectateurs : 200 Arbitrage : Hedayat Mombeni |
| 16h00       | rapport                                                                               |         |                    | Spectateurs : 200 Arbitrage : Hedayat Mombeni | Spectateurs : 200 Arbitrage : Hedayat Mombeni |

| 12 mai 2010 | KRL FC  | 0 – 1   | Vakhsh Qurghonteppa | Aung San Stadium, Rangoun                 |                                           |
| 15h30       |         | (0 - 0) | Usmonov 63e         | Spectateurs : 200 Arbitrage : Azad Rahman | Spectateurs : 200 Arbitrage : Azad Rahman |
| 15h30       | rapport |         |                     | Spectateurs : 200 Arbitrage : Azad Rahman | Spectateurs : 200 Arbitrage : Azad Rahman |

| 12 mai 2010 | Renown Sports Club                    | 2 – 4   | Nagacorp FC                                           | Stade Thuwunna, Rangoun                        |                                                |
| 16h00       | Izzathul Anam 72e · Shanmugarajah 88e | (0 - 3) | Vathanak 8e · Vathanak 13e · Vathanak 29e · Sambo 90e | Spectateurs : 50 Arbitrage : Ali Mahmut Shaban | Spectateurs : 50 Arbitrage : Ali Mahmut Shaban |
| 16h00       | rapport                               |         |                                                       | Spectateurs : 50 Arbitrage : Ali Mahmut Shaban | Spectateurs : 50 Arbitrage : Ali Mahmut Shaban |

| 14 mai 2010 | KRL FC    | 1 – 2   | Renown Sports Club                    | Aung San Stadium, Rangoun                     |                                               |
| 15h30       | Ahmed 80e | (0 - 0) | Fazlur Rahman 56e · Shanmugarajah 69e | Spectateurs : 100 Arbitrage : Hedayat Mombeni | Spectateurs : 100 Arbitrage : Hedayat Mombeni |
| 15h30       | rapport   |         |                                       | Spectateurs : 100 Arbitrage : Hedayat Mombeni | Spectateurs : 100 Arbitrage : Hedayat Mombeni |

| 14 mai 2010 | Vakhsh Qurghonteppa                        | 3 – 0   | Nagacorp FC | Stade Thuwunna, Rangoun                            |                                                    |
| 15h30       | Sodikov 44e · Usmonov 64e · Hamrakulov 75e | (1 - 0) |             | Spectateurs : 100 Arbitrage : Salah Abbas Alabbasi | Spectateurs : 100 Arbitrage : Salah Abbas Alabbasi |
| 15h30       | rapport                                    |         |             | Spectateurs : 100 Arbitrage : Salah Abbas Alabbasi | Spectateurs : 100 Arbitrage : Salah Abbas Alabbasi |

### Groupe C
Les matchs du groupe C ont lieu sur le Stade Thuwunna à Rangoun (Birmanie) du 9 mai 2010 au 13 mai 2010.
| Rang | Équipe        | Pts | J | G | N | P | Bp | Bc | Diff |  | Résultats     |  |     |      |
| ---- | ------------- | --- | - | - | - | - | -- | -- | ---- |  | ------------- |  | --- | ---- |
| 1    | Yadanarbon FC | 4   | 2 | 1 | 1 | 0 | 11 | 0  | +11  |  | Yadanarbon FC |  | 0-0 | 11-0 |
| 2    | HTTU Achgabat | 4   | 2 | 1 | 1 | 0 | 8  | 0  | +8   |  | HTTU Achgabat |  |     | 8-0  |
| 3    | Druk Star FC  | 0   | 2 | 0 | 0 | 2 | 0  | 19 | -19  |  | Druk Star FC  |  |     |      |

| 9 mai 2010 | HTTU Achgabat | 8 – 0   | Druk Star FC | Stade Thuwunna, Rangoun                    |                                            |
| 16h00      | Sarkisow 20e · Amanow 40e · Şamyradow 56e (pen.) · Amanow 83e · Şamyradow 86e · Gazakow 88e · Şamyradow 89e · Şamyradow 90+1e | (2 - 0) |              | Spectateurs : 500 Arbitrage : Ko Hyung Jin | Spectateurs : 500 Arbitrage : Ko Hyung Jin |
| 16h00      | rapport |         |              | Spectateurs : 500 Arbitrage : Ko Hyung Jin | Spectateurs : 500 Arbitrage : Ko Hyung Jin |

| 11 mai 2010 | Druk Star FC | 0 – 11  | Yadanarbon FC | Stade Thuwunna, Rangoun                          |                                                  |
| 16h00       |              | (0 - 9) | A.K.Moe 4e · Soe 18e · Paing 20e · Aung 24e · Soe 26e · Soe 28e · Paing 33e · Soe 34e · Paing 43e · A.Moe 60e · Win 69e | Spectateurs : 5 000 Arbitrage : Ebrahim Zakareya | Spectateurs : 5 000 Arbitrage : Ebrahim Zakareya |
| 16h00       | rapport      |         | | Spectateurs : 5 000 Arbitrage : Ebrahim Zakareya | Spectateurs : 5 000 Arbitrage : Ebrahim Zakareya |

| 13 mai 2010 | Yadanarbon FC | 0 – 0   | HTTU Achgabat | Stade Thuwunna, Rangoun                     |                                             |
| 16h00       |               | (0 - 0) |               | Spectateurs : 10 000 Arbitrage : Ng Kai Lam | Spectateurs : 10 000 Arbitrage : Ng Kai Lam |
| 16h00       | rapport       |         |               | Spectateurs : 10 000 Arbitrage : Ng Kai Lam | Spectateurs : 10 000 Arbitrage : Ng Kai Lam |

### Classement des meilleurs deuxièmes
Afin de déterminer le quatrième qualifié pour les demi-finales, un classement est établi entre les trois équipes arrivées à la deuxième place de leur groupe. Comme les équipes n'ont pas disputé le même nombre de matchs, seuls les résultats face au premier et au troisième sont comptabilisés.
| Rang | Équipe                | Pts | J | G | N | P | Bp | Bc | Diff |
| ---- | --------------------- | --- | - | - | - | - | -- | -- | ---- |
| 1    | HTTU Achgabat         | 4   | 2 | 1 | 1 | 0 | 8  | 0  | +8   |
| 2    | Abahani Limited Dhaka | 4   | 2 | 1 | 1 | 0 | 2  | 0  | +2   |
| 3    | KRL FC                | 3   | 2 | 1 | 0 | 1 | 2  | 2  | 0    |

## Phase finale
|  | Demi-finales        | Demi-finales        |                    |   | Finale | Finale |
|  | Demi-finales        | Demi-finales        |                    |   | Finale | Finale |
|  |                     |                     |                    |   |        |        |
|  |                     |                     |                    |   |        |        |
|  |                     |                     |                    |   |        |        |
|  | Vakhsh Qurghonteppa | 0                   |                    |   |        |        |
|  | Vakhsh Qurghonteppa | 0                   |                    |   |        |        |
|  | Yadanarbon FC       | 2                   |                    |   |        |        |
|  | Yadanarbon FC       | 2                   | Yadanarbon FC a.p. | 1 |        |        |
|  |                     |                     | Yadanarbon FC a.p. | 1 |        |        |
|  |                     | Dordoi-Dynamo Naryn | 0                  |   |        |        |
|  | Dordoi-Dynamo Naryn | Dordoi-Dynamo Naryn | 0                  | 2 |        |        |
|  | Dordoi-Dynamo Naryn |                     |                    | 2 |        |        |
|  | HTTU Achgabat       | 0                   |                    |   |        |        |
|  | HTTU Achgabat       | 0                   |                    |   |        |        |

### Demi-finales
| 24 septembre 2010 | Vakhsh Qurghonteppa | 0 - 2   | Yadanarbon FC                     | Stade Thuwunna, Rangoun                                     |                                                             |
| 15h30             |                     | (0 - 1) | 44e Yan Paing · 77e Aung Kyaw Moe | Spectateurs : 18 400 Arbitrage : Mozaffarizadeh Yazdi Saeid | Spectateurs : 18 400 Arbitrage : Mozaffarizadeh Yazdi Saeid |
| 15h30             | Rapport             |         |                                   | Spectateurs : 18 400 Arbitrage : Mozaffarizadeh Yazdi Saeid | Spectateurs : 18 400 Arbitrage : Mozaffarizadeh Yazdi Saeid |

| 24 septembre 2010 | Dordoi-Dynamo Naryn      | 2 - 0   | HTTU Achgabat | Stade Thuwunna, Rangoun                                  |                                                          |
| 19h00             | Tetteh 71e · Murzaev 72e | (0 - 0) |               | Spectateurs : 550 Arbitrage : Ali Hasan Ebrahim Abulnabi | Spectateurs : 550 Arbitrage : Ali Hasan Ebrahim Abulnabi |
| 19h00             | Rapport                  |         |               | Spectateurs : 550 Arbitrage : Ali Hasan Ebrahim Abulnabi | Spectateurs : 550 Arbitrage : Ali Hasan Ebrahim Abulnabi |

### Finale
| 26 septembre 2010 | Yadanarbon FC | 1 - 0 a.p.     | Dordoi-Dynamo Naryn | Stade Thuwunna, Rangoun                                 |                                                         |
| 15h30             | Kone 98e      | (0 - 0, 0 - 0) |                     | Spectateurs : 23 720 Arbitrage : Subkhiddin Mohd Salleh | Spectateurs : 23 720 Arbitrage : Subkhiddin Mohd Salleh |
| 15h30             | Rapport       |                |                     | Spectateurs : 23 720 Arbitrage : Subkhiddin Mohd Salleh | Spectateurs : 23 720 Arbitrage : Subkhiddin Mohd Salleh |